# Pasadena (serial telewizyjny)
Pasadena (2001) – amerykański serial obyczajowy stworzony przez Mike'a White'a.
Światowa premiera serialu miała miejsce 28 września 2001 roku na kanale Fox. Ostatni odcinek został wyemitowany 2 listopada 2001 roku. W Polsce serial nadawany był na kanale Polsat.

## Obsada
- Alison Lohman jako Lily McAllister
- Martin Donovan jako Will McAllister
- Dana Delany jako Catherine McAllister
- Chris Marquette jako Mason McAllister
- Mark Valley jako Robert Greeley
- Natasha Wagner jako Beth Greeley
- Balthazar Getty jako Nate Greeley
- Barbara Babcock jako Lillian Greeley
- Philip Baker Hall jako George Greeley
- Alan Simpson jako Henry Bellow
- Derek Cecil jako Tom Bellow
- Nicole Paggi jako Jennie

## Spis odcinków
| N/o            | Tytuł angielski             |
| -------------- | --------------------------- |
|                |                             |
| SERIA PIERWSZA |                             |
|                |                             |
| 01             | Pilot                       |
|                |                             |
| 02             | The Rat                     |
|                |                             |
| 03             | Henry's Secret              |
|                |                             |
| 04             | Hostile Environment         |
|                |                             |
| 05             | Puppy Love                  |
|                |                             |
| 06             | The Body                    |
|                |                             |
| 07             | The Bones                   |
|                |                             |
| 08             | Run Lily Run                |
|                |                             |
| 09             | Someone to Talk To          |
|                |                             |
| 10             | A River in Egypt            |
|                |                             |
| 11             | The Truth Hurts             |
|                |                             |
| 12             | A Lie Worth Fighting For    |
|                |                             |
| 13             | Don't It Always Seem to Go? |
|                |                             |